# Takuya Yamamoto
Takuya Yamamoto (japanisch 山本 拓弥 Yamamoto Takuya; * 22. Juni 1986 in der Präfektur Ibaraki) ist ein ehemaliger japanischer Fußballspieler.

## Karriere
Yamamoto erlernte das Fußballspielen in der Jugendmannschaft von Kashima Antlers. Seinen ersten Vertrag unterschrieb er 2005 bei Kashima Antlers. Der Verein spielte in der höchsten Liga des Landes, der J1 League. 2007 wechselte er zum Zweitligisten Thespa Kusatsu. 2008 wechselte er zum Drittligisten Gainare Tottori.

## Erfolge
Kashima Antlers
- J.League Cup

Finalist: 2006